# 北海道石
北海道石（英語：Hokkaidoite）是一種在北海道河東郡鹿追町和上川郡愛別町發現的日本原產有機礦物。為由多環芳香烴苯并[ghi]苝（C
22H
12）結晶化而成的淡黃色有機礦物，紫外線照射時產生黄色到黄綠色的螢光。

## 發現過程
由相模中央化學研究所主任研究員田中陵二、日本地學研究會的萩原昭人、大阪大學綜合學術博物館招聘研究員石橋隆、九州大學大學院的井上裕貴組成的研究團隊，在對日本的板塊隱沒帶中碳元素循環過程進行研究的過程中，在愛別町發現了多種在紫外線照射下產生強烈螢光的礦物。此外，在鹿追町也於2014年左右發現了矽化物中沈澱的蛋白石，雖然不達寶石級，但在照射紫外線時發出螢光。在分析愛別町的新礦物時，同時對鹿追的蛋白石螢光的成因進行了研究，結果發現其中一部分是由蒄（C
24H
12）組成的礦物黄地蜡，而其他部分則是由比蒄少兩個碳原子的苯并[ghi]芘（C
22H
12）構成的礦物組成。
在兩個產地中，鹿追町取得足夠的數據，被確認為主要模式產地，而愛別町則為副模式產地，在2023年1月獲得国际矿物学协会批准並登記名為「北海道石」。這項研究成果在2023年5月26日舉行的日本地球行星科學聯合會2023年大會上宣布。
為了保護北海道石與其礦床，詳細的位置並未公開。礦床所在地大雪山國立公園、十勝鹿追地質公園周邊及其他法律所禁止的地方未經許可也不可採礦。預計北海道石的樣本將在十勝鹿追地質公園遊客中心、北海道大學綜合博物館、北海道博物館和上士幌町沼袋溫泉的東大雪自然館展出。

## 組成
在愛別町，北海道石以淡黃色的板狀結晶存在於鉱山遺址的石英礦脈縫隙間。
鹿追町產的北海道石存在於古溫泉沈積物蛋白石中，北海道石與黄地蜡的淡黃色樹枝狀結晶在蛋白石上共同形成明顯的層狀結構。蛋白石上有肉眼可見的橘色至米色層，照射紫外線時會發出藍色、黃色、橘色等多種螢光。而黄地蜡和北海道石則包含在呈現黃色至黃綠色螢光的這些層中。
各层所含的有机化合物各不相同，這表明古生物遺骸中的有機化合物在高溫高壓條件下生成後經過热液輸送過程，在特定條件下依照成分的顺序结晶，形成分離結晶。這些熱液對有機質的變質和運輸對於熱液型石油礦床的生成至關重要，因此北海道石的研究被認為對於現今對於石油生成機制中的諸多未解之謎有著重大的意義。

## 註解
1. ↑  Warr, L.N. . Mineralogical Magazine. 2021, 85 (3): 291–320. Bibcode:2021MinM...85..291W. S2CID 235729616. doi:10.1180/mgm.2021.43 .
2. 1 2 3 4 5   (pdf) (新闻稿). 相模中央化学研究所、東海大学、大阪大学. 2023-05-26  [2023-05-28]. （原始内容存档 (PDF)于2023-05-26）.
3. ↑  . Mindat.org.   [2023-05-29]. （原始内容存档于2023-05-26）.
4. ↑  . 広報しかおい 令和4年12月号 (鹿追町役場). 2022-11-25: 16  [2023-05-28]. （原始内容存档于2023-05-29）.
5. ↑  Bosi, F., Miyawaki, R., Hatert, F., Pasero, M.; Mills, S. J. . European Journal of Mineralogy. 2023-02-06  [2023-07-22]. doi:10.5194/ejm-35-75-2023. （原始内容存档于2023-06-02）.
6. ↑   (新闻稿). 相模中央化学研究所. 2023-05-26  [2023-05-28]. （原始内容存档于2023-06-24）.
7. ↑   (新闻稿). 十勝鹿追地質公園. 2023-05-26  [2023-05-28]. （原始内容存档于2023-06-09）.
8. ↑  . 自由時報. 2023-05-29  [2023-07-22]. （原始内容存档于2023-05-29）.
9. ↑  . NHK. 2023-06-07  [2023-07-22]. （原始内容存档于2023-07-22）.